# Japanagromyza sikandraensis
Japanagromyza sikandraensis este o specie de muște din genul Japanagromyza, familia Agromyzidae, descrisă de Garg în anul 1971. Conform Catalogue of Life specia Japanagromyza sikandraensis nu are subspecii cunoscute.